# The Best of Larry Niven
The Best of Larry Niven este o colecție de povestiri științifico-fantastice și fantastice scrise de Larry Niven și editate de Jonathan Strahan, publicată prima oară cu copertă dură de Press Subterranean în decembrie 2010. Povestirile au fost publicate inițial între 1965 și 2000 în revistele The Magazine of Fantasy and Science Fiction, If, Ellery Queen's Mystery Magazine, Galaxy Magazine, Knight, Analog Science Fiction / Science Fact, Vertex: The Magazine of Science of Fiction, Isaac Asimov's Science Fiction Magazine, Omni și Playboy, antologiile Dangerous Visions, Quark/4, Ten Tomorrows și What Might Have Been? Volume 1: Alternate Empires- Imperii alternative, romanul The Magic Goes Away și colecțiile All the Myriad Ways și The Flight of the Horse.
Cartea conține douăzeci și cinci de povestiri, nuvele și nuvelete, un roman și un eseu al autorului, împreună cu o prefață de Jerry Pournelle.

## Cuprins
- "Introducere" (Jerry Pournelle)
- "Becalmed in Hell"
- "Bordered in Black"
- "Neutron Star"
- "The Soft Weapon"
- "The Jigsaw Man"
- "The Deadlier Weapon"
- "All the Myriad Ways"
- "Not Long Before the End"
- "Man of Steel, Woman of Kleenex"
- "Inconstant Moon"
- "Rammer"
- "Cloak of Anarchy"
- "The Fourth Profession"
- "Flash Crowd"
- "The Defenseless Dead"
- "The Flight of the Horse"
- "The Hole Man"
- "Night on Mispec Moor"
- "Flatlander"
- "The Magic Goes Away"
- "Cautionary Tales"
- "Limits"
- "A Teardrop Falls"
- "The Return of William Proxmire"
- "The Borderland of Sol"
- "Smut Talk"
- "The Missing Mass"